# Médula adrenal
La médula adrenal es parte de la glándula adrenal. Se localiza en el centro de la glándula y está rodeada por el córtex adrenal.
Compuesta principalmente de células productoras de hormonas llamadas celulas cromafines, la médula adrenal es el principal lugar de conversión del aminoácido tirosina en las catecolaminas como la adrenalina (epinefrina) y noradrenalina (norepinefrina).

## Estructura
La médula suprarrenal consiste en células de forma irregular agrupadas alrededor de los vasos sanguíneos. Estas células están íntimamente conectadas con la división simpática del sistema nervioso autónomo (SNA). De hecho, estas células de la médula suprarrenal son neuronas postganglionares modificadas, y las fibras nerviosas autonómicas preganglionares conducen a ellas directamente desde el sistema nervioso central. Por lo tanto, la médula suprarrenal afecta a la energía disponible, la frecuencia cardíaca y el metabolismo. Investigaciones recientes indican que la médula suprarrenal puede recibir la entrada de centros cognitivos de orden superior en la corteza prefrontal, así como de las áreas corticales sensoriales y motoras, dando crédito a la idea de que hay enfermedades psicosomáticas.

## Desarrollo
Las células cromafines se derivan de la cresta neural embrionaria y, como tales, son simplemente neuronas modificadas.
En particular, son neuronas simpáticas postganglionares modificadas del sistema nervioso autónomo que han perdido sus axones y dendritas, recibiendo la inervación de las fibras preganglionares correspondientes. Las células forman grupos alrededor de los capilares fenestrados donde liberan norepinefrina y epinefrina en la sangre.
Como un grupo de cuerpos de células neuronales, la médula suprarrenal se considera un ganglio del sistema nervioso simpático.

## Función

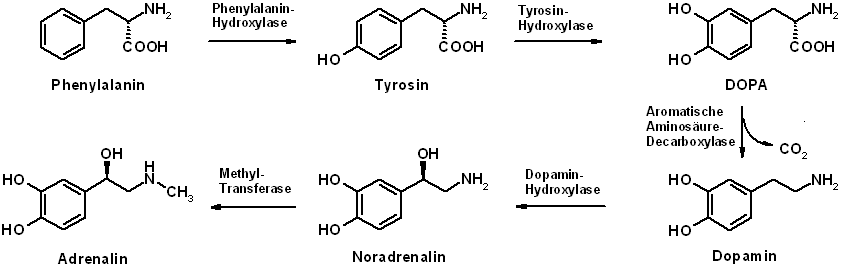
Biosíntesis de la hormona y neurotransmisor adrenalina

En lugar de liberar un neurotransmisor, las células de la médula suprarrenal secretan hormonas.
La médula suprarrenal es el principal lugar de conversión del aminoácido tirosina en las catecolaminas; epinefrina, norepinefrina y dopamina.
Debido a que el SNA, específicamente la división simpática, ejerce un control directo sobre las células cromafines, la liberación de hormonas puede ocurrir bastante rápido. En respuesta a factores de estrés como el ejercicio o un peligro inminente, las células medulares liberan las catecolaminas adrenalina y noradrenalina en la sangre. La adrenalina compone alrededor del 85% de las catecolaminas liberadas, y la noradrenalina el otro 15%.
Los efectos notables de la adrenalina y la noradrenalina incluyen el aumento de la frecuencia cardíaca y la presión arterial, la constricción de los vasos sanguíneos en la piel y el tracto gastrointestinal, la dilatación de los músculos lisos (bronquiolos y capilares) y el aumento del metabolismo, todos ellos característicos de la respuesta de lucha o huida. La liberación de catecolaminas es estimulada por impulsos nerviosos, y los receptores de catecolaminas están ampliamente distribuidos por todo el cuerpo.

## Significado clínico
Las neoplasias incluyen:
- Feocromocitoma (el más común), un tumor que segrega catecolamina de la médula suprarrenal
- Neuroblastoma, un tumor neuroendocrino de cualquier tejido de la cresta neural del sistema nervioso simpático
- Ganglioneuroma, un tumor en las células nerviosas del sistema nervioso periférico

La médula suprarrenal puede estar mal formada o ausente en casos de ausencia de la glándula suprarrenal. La deficiencia de catecolaminas circulantes es levemente sintomática debido a la compensación por el sistema nervioso autónomo, excepto en los episodios de hipoglucemia en que la glicogenólisis no puede ser estimulada por la epinefrina circulante.
En la deficiencia de la beta hidroxilasa de la dopamina, el cuerpo entero no puede producir eficientemente epinefrina y norepinefrina a partir de la dopamina, lo que da lugar a una disautonomía grave, pero sobre todo debido a la insuficiencia del sistema nervioso autónomo, que requiere epinefrina y norepinefrina como neurotransmisores, utilizándose la dopamina en esta patología como un sustituto inadecuado.